# Герби (гміна)
Гміна Герби (пол. Gmina Herby) — сільська гміна у південній Польщі. Належить до Люблінецького повіту Сілезького воєводства.
Станом на 31 грудня 2011 у гміні проживало 6988 осіб.

## Територія
Згідно з даними за 2007 рік площа гміни становила 87.47 км², у тому числі:
- орні землі: 23.00%
- ліси: 63.00%

Таким чином, площа гміни становить 10.64% площі повіту.

## Населення
Станом на 31 грудня 2011:
| Опис     | Загалом | Загалом | Чоловіки | Чоловіки | Жінки | Жінки |
| -------- | ------- | ------- | -------- | -------- | ----- | ----- |
| одиниця  | осіб    | %       | осіб     | %        | осіб  | %     |
| все      | 6988    | 100     | 3463     | 49.56    | 3525  | 50.44 |
| міське   | 0       | 100     | 0        |          | 0     |       |
| сільське | 6988    | 100     | 3463     | 49.56    | 3525  | 50.44 |

## Сусідні гміни
Гміна Герби межує з такими гмінами: Бляховня, Боронув, Вренчиця-Велька, Конописька, Кохановіце, Кошенцин, Пшистайнь, Цясна.